# Mareuil-sur-Ay
Mareuil-sur-Ay è un comune francese di 1 229 abitanti situato nel dipartimento della Marna nella regione del Grand Est.
Dal 1º gennaio 2016, Mareuil-sur-Ay è un comune delegato di Aÿ-Champagne.

## Società

### Evoluzione demografica
Abitanti censiti